# Grasshopper Manufacture
Grasshopper Manufacture Inc. est un studio japonais de développement de jeux vidéo fondé le 30 mars 1998 dans l'arrondissement de Suginami à Tokyo.
Il est notamment à l'origine de Killer 7, sorti sur GameCube et PlayStation 2, No More Heroes et Lollipop Chainsaw.
La société a été rachetée par GungHo Online Entertainment le 30 janvier 2013.
En 2021, le géant chinois NetEase rachète Grasshopper à GungHo Online Entertainment[source insuffisante].

## Jeux développés
| Année | Titre                                      | Plates-formes                         | Notes |
| ----- | ------------------------------------------ | ------------------------------------- | --- |
| 1999  | The Silver Case                            | PlayStation                           | Uniquement sorti au Japon, un remake a été développé pour Nintendo DS, mais n'est jamais sorti. Un autre a été développé pour Windows et est sorti sur Steam en octobre 2016. |
| 2001  | Flower, Sun, and Rain                      | PlayStation 2                         | Un remake a été produit sur Nintendo DS (2009) par h.a.n.d. |
| 2003  | Shining Soul                               | Game Boy Advance                      | Développé avec Nextech |
| 2004  | Shining Soul II                            | Game Boy Advance                      | Développé avec Nextech |
| 2004  | Michigan: Report from Hell                 | PlayStation 2                         | |
| 2005  | Killer7                                    | GameCube                              | Un portage PlayStation 2 a été réalisé par Capcom |
| 2006  | Blood+: One Night Kiss                     | PlayStation 2                         | Uniquement au Japon, développé avec Namco Bandai |
| 2006  | Samurai Champloo: Sidetracked              | PlayStation 2                         | Uniquement au Japon et en Amérique du Nord |
| 2006  | Contact                                    | Nintendo DS                           | |
| 2008  | No More Heroes                             | Wii                                   | Le jeu a été porté sur Xbox 360 et PlayStation 3 sous le titre No More Heroes: Heroes' Paradise par feelplus                                                                  |
| 2008  | Fatal Frame IV: Mask of the Lunar Eclipse  | Wii                                   | Quatrième volet de la série, sorti uniquement au Japon et développé avec Tecmo et Nintendo                                                                                    |
| 2010  | No More Heroes: Desperate Struggle         | Wii                                   | |
| 2011  | Shadows of the Damned                      | Xbox 360, PlayStation 3               | Édité par Electronic Arts, via EA Partners |
| 2012  | Sine Mora                                  | XBLA, PSN, PC                         | codéveloppé par Digital Reality |
| 2012  | Diabolical Pitch                           | Xbox 360 (Xbox Live Arcade)           | Jeu Kinect, édité par Microsoft Studios |
| 2012  | Guild01                                    | Nintendo 3DS                          | Développé avec Vivarium Inc. et Level-5 |
| 2012  | Lollipop Chainsaw                          | Xbox 360, PlayStation 3               | |
| 2012  | Black Knight Sword                         | Xbox Live Arcade, PlayStation Network | Développé avec Digital Reality |
| 2012  | Project Zero: Wii Edition                  | Wii                                   | Portage de Project Zero II: Crimson Butterfly |
| 2013  | Killer is Dead                             | Xbox 360, PlayStation 3, PC           | |
| 2014  | Short Peace: Ranko Tsukigime's Longest Day | PlayStation 3                         | |
| 2015  | Let It Die                                 | PlayStation 4                         | Précédemment connu sous le titre Lily Bergamo |
| 2016  | The Silver Case                            | PlayStation 4                         | |
| 2018  | The 25th Ward: The Silver Case             | PlayStation 4                         | |
| 2018  | Travis Strikes Again: No More Heroes       | Nintendo Switch                       | |
| 2021  | No More Heroes III                         | Nintendo Switch                       | |
| 2026  | Romeo is a Dead Man                        | PlayStation 5                         | |